# Sonic Unleashed : La Malédiction du Hérisson
Sonic Unleashed : La Malédiction du Hérisson, connu au Japon sous le titre Sonic World Adventure, est un jeu vidéo de plates-formes développé par Dimps, Sonic Team et édité par Sega sorti en novembre 2008 sur Wii, Xbox 360, PlayStation 2 et PlayStation 3.

## Système de jeu
Le système de jeu de Sonic Unleashed est centré sur deux modes différents : les phases de jour où Sonic est rapide comme dans les précédents volets et les phases de nuit où Sonic est un peu plus lent où il apparaît sous sa forme hérisson garou. Durant les phases de nuit, le jeu se rapproche plus d'un jeu de combat qu'un jeu de plates-formes, Sonic combattant les ennemis qu'a créé Dark Gaïa, l'ennemi principal du jeu,. Chaque niveau se déroule sur un continent particulier, chacun d'entre eux ayant été modélisé sur des lieux du monde réel.
Les niveaux de jour mettent l'accent sur la vitesse de Sonic, et dans ce cadre, le joueur contrôle Sonic qui se déplace rapidement à travers des étapes contenant à la fois des phases de 2D et de 3D. Les phases en 2D rappellent les jeux Sonic de l'époque Mega Drive, où le joueur contrôle Sonic dans une vue en défilement, alors que durant les phases 3D, la caméra est placée derrière Sonic, de sorte que le joueur peut se déplacer dans toutes les directions. En plus des mouvements disponibles dans les jeux précédents, tels que le Saut contre le mur ou le Homing Attack (Attaque téléguidée), de nouveaux mouvements ont été introduits.
Les niveaux de nuit sont plus lents, avec un système de jeu axé sur l'action, dans lesquels Sonic se transforme en Sonic-Garou, une bête qui a énormément de force et des bras extensibles. Le joueur peut ici utiliser une variété d'attaques combo pour battre un grand nombre d'ennemis, collecter des objets, les déplacer pour pouvoir avancer dans le niveau ou utiliser ses bras extensibles pour s'accrocher à des objets lointains. La collecte d'anneaux dans ces phases permet de restaurer la santé de Sonic-Garou. Les niveaux de nuit ont été revus sur Wii afin de permettre une plus grande utilisation de la télécommande Wii, le joueur pouvant contrôler les bras de Sonic-Garou avec la Wiimote et le Nunchuk dans le but de s'accrocher à des objets et d'avancer dans le niveau. La version Wii accorde une place plus importante aux niveaux de nuit. À la fin des niveaux de nuit, des points sont acquis et permettent d'obtenir des mouvements supplémentaires.

### Objets
Durant la journée, les anneaux protègent Sonic. Quand il en a au moins un et qu'il se fait toucher par un ennemi, il le perd et devient invulnérable un court instant et ils permettent également de recharger la jauge du Turbo Sonique. La nuit dans sa forme de Hérisson-garou, les anneaux servent a remplir la jauge de santé de Sonic.
La nuit, Sonic peut trouver des objets qui améliorent sa défense et son attaque pendant quelques instants.
Sonic peut aussi acheter divers objets auprès des commerçants dans chaque destination comme des souvenirs et de la nourriture que le joueur peut donner à Chip ou à Sonic pour gagner des points d’expérience, et ainsi améliorer les compétences de Sonic dans ses deux formes.

## Synopsis
Cette section ne s'appuie pas, ou pas assez, sur des sources secondaires ou tertiaires indépendantes du sujet. Le texte peut contenir des analyses inexactes ou inédites de sources primaires.
Pour l'améliorer, ajoutez-en, ou placez des modèles {{Source secondaire souhaitée}} ou {{Source secondaire nécessaire}} sur les passages mal sourcés. (janvier 2025)
Un tourbillon bleu atterrit près de la flotte intergalactique de combat et s'élança vers la forteresse de Dr. Eggman en détruisant tout sur son chemin. Juste avant la confrontation finale, Sonic se servit du pouvoir des Chaos Emeralds pour se transformer en Super Sonic et détruire la machine de Dr. Eggman.
Sonic était loin de se douter qu'il fonçait tout droit dans le piège le plus machiavélique jamais tendu par le Dr. Eggman. Un puissant champ magnétique l'encercla, le destituant ainsi de ses pouvoirs de Super Sonic; et, par la même occasion, lui fit perdre les précieuses Chaos Emeralds. Dr. Eggman se doutait bien que Sonic se transformerait avant de le rencontrer et avait prévu de lui voler les Chaos Emeralds à ce moment-là.
Aux commandes de son tableau de bord, Dr. Eggman inversa la polarité des Chaos Emeralds, libèrent ainsi leur énergie négative en un rayon puissant qu'il lança en direction de la planète.
Une explosion retentit et le monde se déchira en sept continents qui se mirent à graviter autour du noyau de la planète. Peu après le cataclysme, l'immense créature Dark Gaia commença à se réveiller après un long sommeil. Dr. Eggman comptait bien se servir de Dark Gaia pour dominer le monde.
Mais Dark Gaia était loin d'être le seul monstre réveillé par la catastrophe. Sonic, qui se trouvait tout près de l'énergie des ténèbres émise par les Chaos Emeralds, subit lui aussi une transformation. Ses muscles avaient gonflé, ses griffes s'étaient allongés et ses dents étaient à présent des crocs. Une fourrure épaisse enveloppait tout son corps. Sonic venait de se transformer en hérisson-garou.
N'ayant plus besoin de Sonic et des Chaos Emeralds utilisées, Dr. Eggman les expulsa hors du sas, les laissant dériver dans l'obscurité de l'espace. Sonic vint s'écraser sur l'un des continents du monde fragmenté. Se relevant péniblement après sa chute, Sonic rencontra une petite créature étrange qui avait perdu la mémoire et ne se rappelait plus de son nom. Sonic prit immédiatement le petit être sous son aile et le surnomma "Chip". Au moins, les mésaventures de Chip ne lui coupaient pas l’appétit !
Sonic aimerait découvrir les causes de sa mutation, mais d'abord, il doit trouver un moyen de reformer la planète et d'assembler tous les continents.

## Développement
La Sonic Team a commencé le développement du jeu en 2006.[réf. nécessaire]. Le titre a d'abord attiré l'attention du public lorsque Sega a déposé le nom Sonic Unleashed le 12 mars 2008. Des captures d'écran, artworks et vidéos ont commencé à filtrer dix jours plus tard, le titre étant officiellement confirmé par Sega le 3 avril 2008, avec une poignée d'images et une vidéo. Le jeu était initialement prévu pour être le troisième volet de la série Sonic Adventureet avait au début du développement le nom de Sonic World Adventure. Mais la Sonic Team a commencé à introduire suffisamment de nouveautés pour finalement le dissocier de la série Sonic Adventure et justifier ce changement de nom. Toutefois, le jeu est resté appelé Sonic World Adventure au Japon,.
La Sonic Team a décidé tôt dans le développement du jeu de réduire le nombre de personnages présents dans le jeu, en faisant de Sonic le seul personnage jouable, cette décision étant prise afin d'obtenir plus de qualité pour moins de personnages et de retravailler les graphismes, le gameplay ainsi que le design des personnages, le directeur artistique Sachiko Kawamura a envisagé de redessiner le modèle de Sonic, dans le but de créer le Sonic « idéal » que les fans du monde entier reconnaîtraient. Les développeurs ont essayé de trouver un équilibre entre le design du Sonic moderne et son apparence classique dans les titres originaux. L'un des changements notables apporté au modèle de Sonic était le placement de sa bouche, qui apparaissait sur le côté de son visage lorsqu'elle était utilisée dans les cinématiques pour ressembler au modèle original du personnage, plutôt qu'au centre comme était devenu la norme dans les jeux 3D précédents, bien que les "sous-personnages habituels" aient été exclus de ce changement. Le concept de Sonic-Garou est né de la volonté d'attirer de nouveaux joueurs, peu familiers de la franchise Sonic. Yoshihisa Hashimoto a senti dès le départ qu'il y aurait autant de louanges que de critiques, mais il espère qu'à long terme, les fans de Sonic comprendront la direction que la série a prise.
Interrogé après la sortie du jeu, Tetsu Katano, un membre de la Sonic Team, a remarqué que bien qu'il ne pensait pas que l'introduction de Sonic-Garou soit une erreur, le temps et les ressources ont été des facteurs limitants dans la production du jeu. Il a aussi fait remarquer que Sonic-Garou pourrait ré-apparaître dans de futurs jeux, ou même dans une suite de Sonic Unleashed .   
Une version de démonstration a été publiée sur le Xbox Live et le PlayStation Store en décembre 2008. Le 18 mars 2009, Sega a publié le premier contenu téléchargeable de Sonic Unleashed sur Xbox 360 et PlayStation 3, composé de quatre étapes de jours Chun-nan et de deux étapes de nuit en plus de deux nouvelles missions. Depuis, d'autres niveaux téléchargeables ont été ajoutés : Spagonia, Holoska, Mazuri, Apotos, Shamar, Empire-City et Adabat.[réf. nécessaire]

## Accueil

### Critique
Les différentes versions du jeu ont reçu . es critiques généralement semblables mais assez moyennes. La moyenne de chaque version varie entre 56 % et 67 % sur GameRankings, les versions Wii et PlayStation 2 étant les mieux notées. Même constat sur Metacritic, avec des scores allant de 54/100 à 66/100.
Jeuxvideo.com a accordé un 13/20 à Sonic Unleashed, qualifiant les phases de jour d'« amusantes mais bien trop courtes ». De son côté, Gamekult, déplorant que « l'aspect aventure soit aussi peu travaillé dans cet épisode », a noté le jeu 5/10 sur Xbox 360 et 6/10 sur Wii. Malgré cela, le jeu est sorti sur PlayStation Network en avril 2014 et sur PlayStation Now en mars 2017. Il a également reçu une rétrocompatibilité Xbox One le 29 novembre 2018.

### Ventes
D'après VG Chartz, au 6 août 2009, la version Wii était celle qui s'était le mieux vendue au niveau mondial, avec environ 970 000 unités vendues. 460 000 exemplaires se sont écoulés sur Xbox 360 et 380 000 exemplaires sur PlayStation 3. Toutefois, VG Chartz ne donnant pas d'indications sur les ventes au Japon de la version sur PlayStation 2, on ne peut pas établir de comparaison avec celle-ci.

## Autres médias
La bande musicale originale du jeu est sortie au Japon le 28 janvier 2009. Les trois disques sont intitulés Sonic World Adventure Original Soundtrack Planetary Pieces. Le thème musical principal du jeu s'appelle Endless Possibility et fait appel à Jaret Reddick du groupe de rock Bowling for Soup. La musique finale du jeu est intitulée Dear My Friend où figure Brent Cash.
Archie Comics a fait une adaptation de Sonic Unleashed présentant la scène cinématique d'ouverture et la transformation de Sonic en Sonic-Garou. Un court métrage d'animation 3D est sorti le 21 novembre 2008, intitulé Sonic: Night of the Werehog, qui conte l'histoire de deux fantômes qui vivent dans une maison hantée prenant des photos des enfants effrayés, afin de séduire une fantôme femelle. Ils sont très déçus lorsque Sonic, qui n'a pas du tout peur, entre dans la maison avec Chip, très effrayé. Le film a été produit par VE Sega Animation Studio.